# Cueva del Cobre
La cueva del Cobre, también conocida como cueva del Coble, se encuentra situada en la comarca palentina de La Pernía, dentro del término del Valle de los Redondos, en la vertiente sur de la sierra de Híjar, siendo famosa porque durante mucho tiempo fue considerada como el nacimiento del río Pisuerga, pues en ella se sitúa la Fuente del Cobre.
Tras los estudios realizados, se descubrió que el Pisuerga tan solo la utiliza como zona de paso, ya que en realidad nace más arriba, en el circo glaciar de Covarrés, al pie del Valdecebollas (provincia de Palencia), discurriendo por Sel de la Fuente antes de desaparecer en un sumidero para emerger tres kilómetros más abajo en Fuente Cobre o Fuente Coble.

## Localización
Partiendo desde la localidad de Cervera de Pisuerga (Palencia), se sube por la carretera CL-627 en dirección al puerto de Piedrasluengas y tras pasar la localidad de San Salvador de Cantamuda, capital del municipio de La Pernía, se toma la desviación a la derecha que asciende a los pueblos de Tremaya, San Juan de Redondo y por fin Santa María de Redondo (22 km desde Cervera), donde se deja el vehículo y se continúa por praderías y bosques, siguiendo el itinerario del propio río Pisuerga.

## Historia de las exploraciones

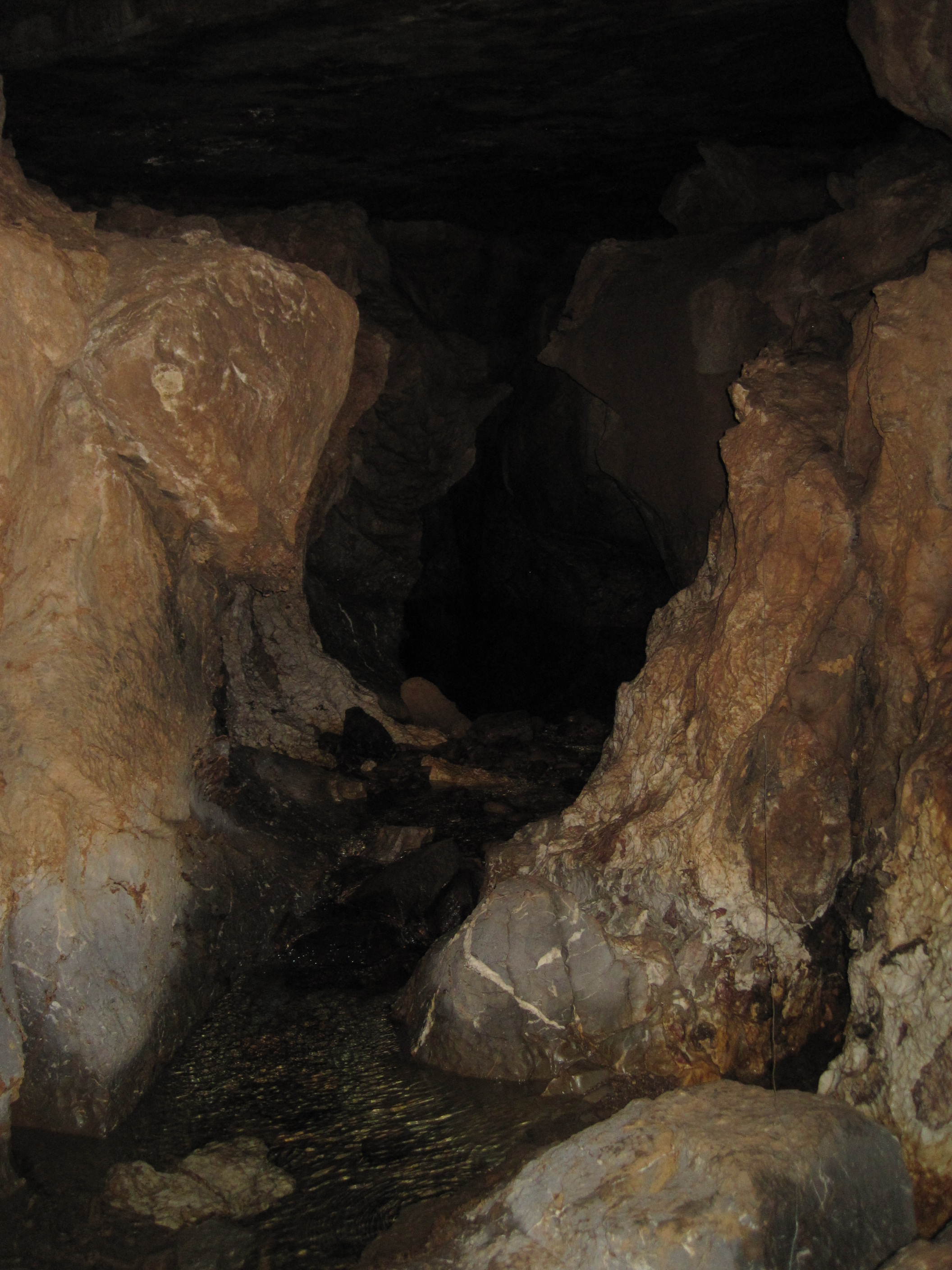
Interior de la cueva.

La cueva es conocida desde antiguo, ya que en 1849 es citada por Pascual Madoz. Las primeras exploraciones corresponden a los años 1950-60 por un grupo de aficionados de Cervera de Pisuerga, entre los que destaca la famosa fotógrafa de la localidad, Piedad Isla.
Las primeras investigaciones científicas corresponden a dos grupos. Por un lado, los espeleólogos del Grupo espeleológico S.E.S.S. de Santander, que en 1969 realizan los primeros estudios. Y por otro lado, el Equipo de investigaciones espeleo-etnográficas palentino (en adelante EISEP).
Los estudios realizados finalizaban siempre en un sifón infranqueable para los medios técnicos de la época sin que se pudiese constatar si el río Pisuerga nacía en la cueva o si bien esta era utilizada tan solo como zona de paso. A pesar de los intentos realizados por José A. San Miguel Ruiz, José León García y Mario Gómez Calderón del SESS y los de Gonzalo Alcalde Crespo y colaboradores del EISEP, no se consiguió forzar el paso hasta que en el mes de septiembre de 1980 un grupo de cinco personas, todas ellas vecinos del Valle de los Redondos, liderados por el espeleólogo Juan Luis Badallo León, del Grupo Gorfolí de Avilés (Asturias), consiguieron pasar nadando el sifón (8 °C), que debido a la bajada de las aguas se había convertido en laguna.
Este grupo venía realizando controles de la bajada del nivel del río en el puente de Tremaya, ya que en esos años se daban unas condiciones excepcionales de sequía en la zona, que hacían sospechar que el sifón quedase al descubierto permitiendo franquear la zona.
Con posterioridad, en septiembre de 1982, el SESS consiguió igualmente forzar el paso, si bien con un nivel mayor de aguas y realizar la topografía completa de la cavidad y un estudio profundo de la misma, al tiempo que se confirmaba el nacimiento del Pisuerga en Covarrés.

### Grandes Cuevas y Simas de España - Carlos Puch (1998)
Citada por Pascual Madoz en su “Diccionario geográfico-estadístico-histórico de España y sus posesiones de ultramar” (Madrid 1849, t. XIII: 72), la cueva recibió la visita del ingeniero de minas Gabriel Puig y Larraz, quien se refiere a ella como “Cueva del Coble” o “Salida del Coble” en la obra “Cavernas y Simas de España” (pp. 262–263). Don Gabriel debió recorrer los primeros 700 m de la cueva hasta un pasaje que juzgó impracticable y dejó sentada la relación hidrogeológica entre ella y el sumidero o “La Sima” de Sel de la Fuente, lugar en el que el recién nacido Pisuerga se sume, unos centenares de metros más arriba.
Los mismos argumentos aparecen en el trabajo que Francisco Hernández-Pacheco dedica a la “Fisiografía, geología y glaciarismo cuaternario de las montañas de Reinosa” (Memorias Real Academia de Ciencias 1944-X, 190 pp., Madrid).

### Exploraciones del S.E.S.S. (1967-1969)

#### Año 1967
La Sección de Espeleología del Seminario Sautuola, del Museo de Prehistoria y Arqueología de Santander (S.E.S.S.), organiza
una primera campaña en la cueva y en el sumidero, con el fin de probar la hipótesis hidrogeológica de Puig y Larraz. Luego de recorrer sin problemas la galería activa principal (hoy llamada Via Apia), los cántabros descubren una galería lateral que, en realidad, será la clave de la continuación muchos años después.

#### Año 1969
Los miembros de la S.E.S.S. completan la exploración y la topografía del sumidero y la cueva en tres salidas y una campaña de corta
duración y, asimismo, acumulan observaciones y datos que les permiten publicar un interesante trabajo sobre el sistema hidrogeológico de la cueva. El desarrollo topografiado se aproxima a 2 km (Cuadernos de Espeleología 1971-5/6:135-160, topo).
Con posterioridad a estas primeras investigaciones la cueva recibe numerosas visitas y aparece citada en diversas publicaciones, aunque no se produce ninguna exploración que contribuya a extender su desarrollo conocido (Martínez, F. 1977, “La espeleología en Palencia”, Inst. Tello Téllez de Meneses, separata del n.º 40, Palencia: 92-100).

### Exploraciones del Equipo de Investigaciones Espeleo de Palencia (1983)

#### Año 1983
El Equipo de Investigaciones Espeleo-Etnográficas de Palencia topografía la zona de los sifones terminales y amplía ligeramente el desarrollo de la cueva (D=2090 m) (Alcalde, G. et al. 1983, “Estudio Monográfico sobre el espacio natural de El Valle de Redondos y la
Cueva del Cobre”, Dep. Cultura Excma. Dip. Prov. de Palencia: 161-187, 193).

### Exploraciones del S.E.G. (1983-1991)

#### Año 1985
La S.E. Geológicas (posteriormente G.E.G.), de Madrid, remonta la cascada final que había detenido hasta entonces el avance en el Meandro del Mareo, o “Primera Lateral” de la S.E.S.S. Un largo meandro les conduce hasta una red de galerías,
salas amplias y meandros emplazados en la porción más elevada de la cueva. En la primera exploración se recorren más de 3 km de conductos nuevos.

#### Año 1986
Diversas escaladas y sesiones de topografía en la cueva apenas contribuyen a que se produzcan nuevos hallazgos. Los “geólogos” descienden y topografían el Sumidero de Sel de la Fuente a la búsqueda de una posible conexión, sin conseguirlo.

#### Año 1987
La S.E.G. organiza una campaña en la cueva. Se topografía completamente el eje principal (1770 m) y el Meandro del Mareo (527 m). Asimismo se completa el levantamiento de la red descubierta dos años antes y las principales laterales que se unen a la Vía Apia. A finales de año lo explorado supera los 6 km y la topografía abarca 5430 m. El desnivel alcanza +202 m (SEG Memoria campaña de exploración y topografía espeleológicas “Cobre 87”: 13pp; Garma 1990-1: 39-52, topo).

#### Año 1988
Luego de superar varias bóvedas sifonantes, los exploradores madrileños exploran casi 1 km de nuevos pasajes. En el sector de Sel de la Fuente los madrileños exploran el Torcón Mosquetero (D topo=728 m; d=-140 m) (SEG Expl. en el valle del Sel de la Fuente, sept.-oct. 1988:10 pp.; Exploracions 1988-12: 35-36).

#### Año 1989
Aprovechando el importante estiaje, la S.E.G. topografía las galerías descubiertas el año anterior (D=1 km) y logra forzar el sifón alcanzado en otoño de 1988. Al otro lado explora un gran meandro con marmitas que concluye en un nuevo sifón (D=7,5 km; topo: 6,7 km) (Exploracions 1989-13: 121).

#### Año 1990 y 1991
La S.E.G. continúa la exploración y la topografía de sectores superiores complejos, situados generalmente por encima de la galería principal activa (Vía Apia). No se logra, de momento, el deseado enlace con el Sumidero de Sel de la Fuente (-115 m) ni con el
Torcón (-140 m). (S.E.G. Memoria Palencia’91: 17pp; Exploracions 1991-15: 39).

### Exploraciones del G.E.G. (2006-2011)

#### Año 2006
El G.E.G. (Grupo de Espeleología de Geológicas) retoma las exploraciones en la cueva del Cobre, Sel de la Fuente y Torcón Mosquitero iniciadas años atrás.

#### Año 2007
Descubrimiento de la cueva del Humo.

#### Año 2008
Se conecta auditivamente la cueva del Cobre con la cueva del Humo en el sector moscas. El paso es demasiado estrecho como para permitir el paso de una persona.

#### Año 2009
Se consigue conectar una de las múltiples minas que hay por la zona y que cortaba un meandro natural con un fuerte soplo de aire, con la cueva del Cobre, gracias a una intensa labor de vaciado del meandro, lleno de escombros de voladura de los trabajos realizados antaño, añadiendo así, una nueva entrada y más desarrollo a la cueva del Cobre.

#### Año 2010
Se conecta físicamente El Sel de la Fuente con el Torcón Mosquitero.

#### Año 2011
El último día de la campaña de exploraciones un grupo que se encontraba en la cueva del Humo, en la parte más baja de la cueva, escuchó fortuitamente a otro grupo que se encontraba en el Torcón Mosquitero, aunque no lograron dar con la conexión.

## Datos de interés
Humedad relativa: 94%
Curso activo en su tramo inicial (Via Apia).